# Hôtel d'Avaux (Fontainebleau)
Pour l’article homonyme, voir Hôtel d'Avaux (Paris).
L’hôtel d’Avaux est un hôtel particulier situé à Fontainebleau, en France.

## Situation et accès
L’édifice est situé aux nos 27 et 27 bis de la rue de l’Arbre-Sec, au sud-ouest du centre-ville de Fontainebleau. Plus largement, il se situe dans le département de Seine-et-Marne, en région Île-de-France.

## Histoire
Le 23 mai 1636, Jean-Jacques de Mesmes, seigneur de Roissy, depuis comte d’Avaux, se reconnaît soumis aux droits de lods et ventes envers les religieux de la Sainte-Trinité pour une maison qu’il a acquise de Marie Marion, veuve de Louis Lefebvre de Caumartin, garde des sceaux,. À côté de la maison se trouvait un champ appartenant au même propriétaire ; Marie-Thérèse de Mesmes, porte l’immeuble à son mari, François de La Roche, marquis de Fontenilles. Ils ont pour successeurs Antoine-René de La Roche de Fontenille, évêque de Meaux, puis Jean-Antoine de La Roche, comte de Fontenilles, qui vend la propriété le 14 novembre 1767 à Louis-César de La Baume Le Blanc, duc de La Vallière, bibliophile. Celui-ci la revend le 10 novembre 1779 à Pierre Duchemin, officier du point d’honneur des Maréchaux de France, de qui la tient sa fille, Agathe-Euphrasie Duchemin, épouse du colonel baron de Neuilly.